# هكنهولل (تشيشير)
هكنهولل (بالإنجليزية: Hockenhull)‏ هي قرية و أبرشية مدنية تقع في المملكة المتحدة في إنجلترا. يقدر عدد سكانها بـ 19 نسمة .